# Педерсен, Мартин
Мартин Педерсен (дат. Martin Pedersen; род. 15 апреля 1983,  в  коммуне Брённбю, Дания)   — датский профессиональный шоссейный велогонщик.

## Достижения

### Шоссе
2002
1-й  Чемпион Дании — Групповая гонка U23
2004
1-й  Чемпион Дании — Групповая гонка U23
2005
1-й - Гран-при Сан-Джузеппе
1-й - Льеж — Бастонь — Льеж U23
1-й — Этапы 2 и 3 Олимпия Тур
1-й — Этапы 1, 2 и 4 Гран-при Рингерике
1-й — Этап 2 Джиро делла Тоскана U23
2006
1-й Тур Британии — Генеральная классификация
1-й — Этап 1
1-й — Этап 1 Крейз Брейз Элит
2007
1-й Энеко Тур — Горная классификация
2008
1-й — Этап 2 Circuit des Ardennes international
1-й — Этап 4 Тур Словакии
1-й - Омлоп ван хет Хаутланд
2-й Крейз Брейз Элит — Генеральная классификация
1-й — Этап 1
2009
1-й - Гран-при Ножан-сюр-Уаз
1-й - Тур Кёльна
1-й - Grand Prix Cristal Energie
2-й - Grote Prijs Stad Zottegem
3-й - Trois jours de Vaucluse — Генеральная классификация
1-й — Этап 3
3-й - Трофей чемпионов
2012
1-й - Тур Китая I — Генеральная классификация
1-й — Этап 1 (КГ)
3-й - Чемпионат Дании — Командная гонка с раздельным стартом
2013
1-й - Circuit d'Alger

### Трек
2003
1-й  Чемпион Дании — Мэдисон

## Статистика выступлений

### Гранд-туры
| Гранд-тур                 | 2010 |
| ------------------------- | ---- |
| Джиро д’Италия            | НФ   |
| Тур де Франс              | —    |
| (c 2010 ) Вуэльта Испании | 131  |

| —  | Не участвовал  |
| НФ | Не финишировал |